# Tituly a vyznamenání Evžena Rakousko-Těšínského

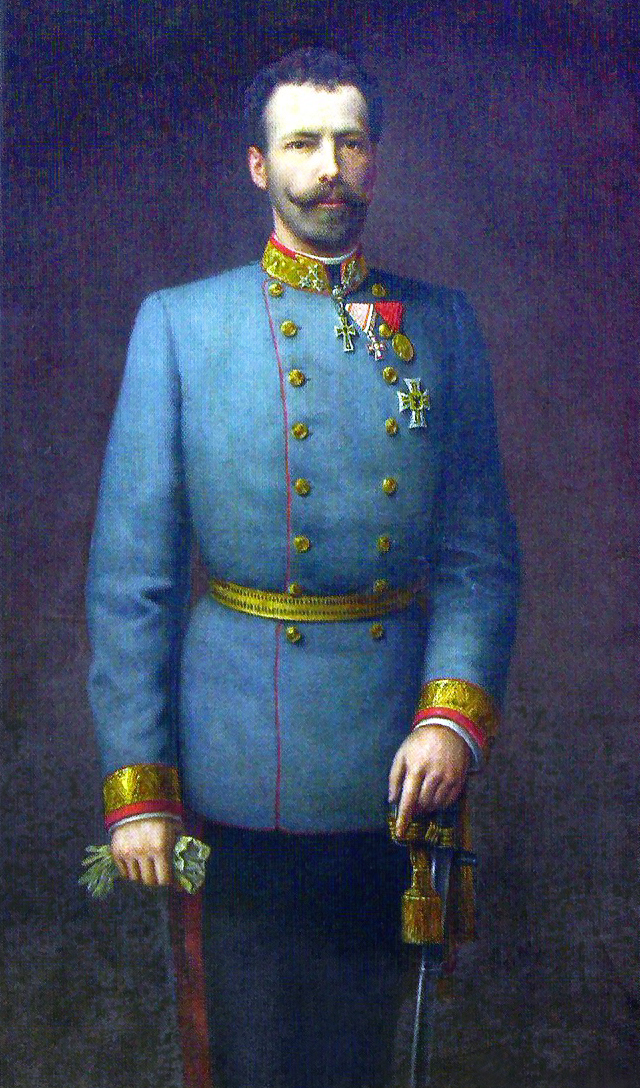
Evžen Rakousko-Těšínský v generálské uniformě s vyznamenáními

Evžen Rakousko-Těšínský, rakouský arcivévoda z habsburské dynastie, obdržel řadu rakousko-uherských i zahraničních zejména vojenských vyznamenání. Mnohá vyznamenání mu byla udělena za službu během první světové války. V letech 1894–1923 působil také jako velmistr Řádu německých rytířů.

## Vyznamenání

Erb Evžena Rakousko-Těšínského jehož součástí je řetěz Řádu zlatého rouna

Erb Evžena Rakousko-Těšínského jakožto rytíře Nejvyššího řádu Kristova

### Rakousko-Uhersko

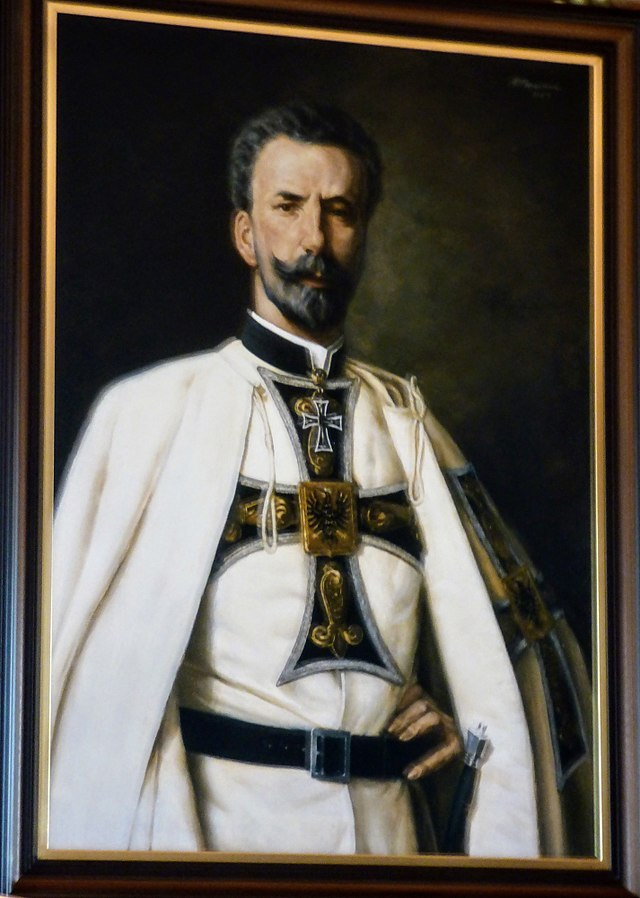
Evžen Rakousko-Těšínský jakožto velmistr Řádu německých rytířů

Rakousko-uherská vyznamenání, která obdržel Evžen Rakousko-Těšínský:
- rytíř Řádu zlatého rouna – 13. dubna 1878[2]Evžen Rakousko-Těšínský jakožto velmistr Řádu německých rytířů velkokříž Vojenského řádu Marie Terezie – 15. ledna 1917
- velkokříž Královského uherského řádu svatého Štěpána – 30. března 1911
- Vojenský záslužný kříž – 30. listopadu 1898
- Vojenský záslužný kříž s diamanty – 12. srpna 1908
- Odznak za vojenskou službu III. třídy – 24. října 1902
- Bronzová Vojenská záslužná medaile – 26. září 1905
- Bronzová medaile za vojenské zásluhy s meči
- Vojenský kříž jubilea císaře Františka Josefa I. – 2. prosince 1908
- Záslužná hvězda Červeného kříže s válečnou dekorací – 8. března 1915
- Vojenský záslužný kříž I. třídy s válečnou dekorací – 29. července 1915
- Kříž vojenských zásluh I. třídy s válečnou výzdobou a meči
- Velká Vojenská záslužná medaile – 24. května 1916
- Diamanty Vojenské záslužné medaili I. třídy s válečnou dekorací a meči – 5. listopadu 1917
- Velká Vojenská záslužná medaile s meči
- Stříbrná medaile za zásluhy s meči – 26. června 1917

### Zahraniční vyznamenání
Zahraniční vyznamenání, která obdržel Evžen Rakousko-Těšínský:
- Bavorsko
  -  velkokříž Vojenského řádu Maxe Josefa – 16. listopadu 1915
  - Bavorský čestný odznak na památku zlatého výročí krále Ludvíka III. – 20. ledna 1918
- Belgie
  -  velkokříž Řádu Leopolda – 6. října 1910
- Bulharsko
  -  Vojenský řád za odvahu I. třídy – 20. listopadu 1917
  - Čestný odznak Bulharského královského červeného kříže – 1916/1917
- Hesenské velkovévodství
  -  velkokříž Řádu Ludvíkova – 5. května 1892
- Oldenburské velkovévodství
  -  Kříž Fridricha Augusta I. třídy – 15. března 1916
  -  Kříž Fridricha Augusta II. třídy – 15. března 1916
- Osmanská říše
  -  Zlatá a stříbrná medaile Řádu Imtiaz – 15. ledna 1916
- Portugalské království
  -  velkokříž Řádu avizských rytířů – 7. března 1890
- Pruské království
  -  rytíř Řádu černé orlice – 26. dubna 1891
  -  Železný kříž I. třídy – 30. března 1915
  -  Železný kříž II. třídy – 30. března 1915
  -  velkokomtur Královského hohenzollernského domácího řádu – 4. srpna 1915
  -  rytíř Pour le Mérite s dubovými listy – 23. května 1916, dubové listy 3. listopadu 1917
- Rumunsko
  -  velkokříž Řádu rumunské hvězdy – 3. října 1881
- Ruské impérium
  -  rytíř Řádu svatého Ondřeje – 26. června 1896
  -  rytíř Řádu svatého Alexandra Něvského – 26. června 1896
  -  rytíř Řádu bílého orla – 26. června 1896
  -  rytíř I. třídy Řádu svaté Anny – 26. června 1896
- Sasko-altenburské vévodství
  -  velkokříž Vévodského sasko-ernestinského domácího řádu – 5. června 1904
- Sasko-výmarsko-eisenašské vévodství
  -  velkokříž s meči Řádu bílého sokola – 2. prosince 1916
- Spojené království
  -  čestný rytíř velkokříže Královského Viktoriina řádu – 20. září 1908
- Španělsko
  -  velkokříž Řádu Karla III.
  -  velkokříž s řetězem Řádu Karla III. – 21. června 1907
- Švédsko
  -  rytíř Řádu Serafínů – 10. října 1897
- Thajsko
  -  rytíř Řádu Mahá Čakrí – 23. června 1897[3]
- Vatikán
  -  rytíř Nejvyššího řádu Kristova – 17. února 1904
  -  velkokříž Rytířského řádu Božího hrobu jeruzalémského – 24. září 1907
- Württemberské království
  -  velkokříž Vojenského záslužného řádu – 2. ledna 1918